# Malte Prietzel

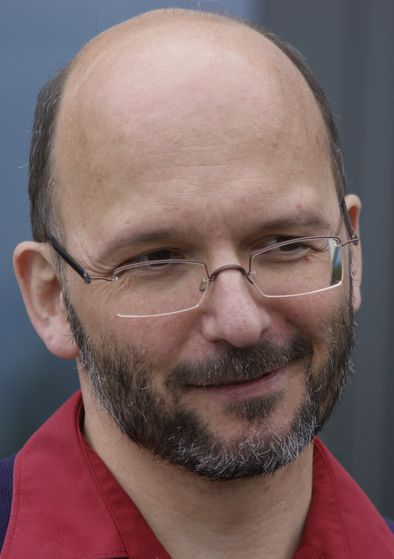
Malte Prietzel, aufgenommen 2011 von Werner Maleczek

Malte Prietzel (* 17. Juli 1964 in Wolfsburg) ist ein deutscher Mittelalterhistoriker.
Malte Prietzel studierte von 1984 bis 1988 Mittlere und Neuere Geschichte an den Universitäten Göttingen und Paris IV (Paris-Sorbonne). Im Jahr 1992 wurde er in Göttingen mit einer von Hartmut Boockmann betreuten Arbeit zum Thema Die Kalande im südlichen Niedersachsen. Zur Entstehung und Entwicklung von Priesterbruderschaften im Spätmittelalter promoviert. Nach seiner Promotion wurde er Wissenschaftlicher Assistent am Lehrstuhl Mittelalterliche Geschichte II von Johannes Helmrath an der Humboldt-Universität zu Berlin. Hier habilitierte er sich 1999 mit der Arbeit Guillaume Fillastre der Jüngere (1400/07–1473). Kirchenfürst und herzoglich-burgundischer Rat. Er war von 2000 bis 2005 Heisenberg-Stipendiat und lehrte zunächst als Privatdozent, ab 1. Juni 2004 als außerplanmäßiger Professor an der HU Berlin.
Prietzel war im Wintersemester 2009/10 und Sommersemester 2010 Lehrstuhlvertreter von Heribert Müller am Historischen Seminar der Universität Frankfurt am Main. Im Sommersemester 2011 vertrat er eine Professur für Hoch- und Spätmittelalterliche Geschichte an der Universität Münster, im Wintersemester 2011/12 war Prietzel Vertretungsprofessor für Johannes Helmrath an der Humboldt-Universität zu Berlin, und im Wintersemester 2012/2013 vertrat er den Lehrstuhl für die Geschichte des Spätmittelalters von Nikolas Jaspert an der Universität Bochum. Von 2013 bis 2015 war Prietzel Inhaber einer befristeten Lehrprofessur für Mittelalterliche Geschichte am Historischen Institut der Universität Paderborn, von 2015 bis 2019 war er dort als Akademischer Oberrat auf Zeit tätig. Seit 2020 ist er Bearbeiter des DFG-Projekts „Die Predigten auf dem Konstanzer Konzil“.
Prietzel beschäftigt sich mit der mittelalterlichen Geschichte Westeuropas, vor allem Deutschlands, Frankreichs und der Niederlande. Besonderes Augenmerk hat er hier auf das Spätmittelalter. Er ist Spezialist für Burgund und Frankreich im 14. und 15. Jahrhundert. Weitere Arbeitsschwerpunkte sind die Kirchen-, Religions- und Konfessionsgeschichte, Kultur und Mentalitätsgeschichte, die Geschichte internationaler Beziehungen, Außenpolitik, Völkerrecht, Militär und Kriegsgeschichte, Militärpolitik, Besatzungspolitik, soziale, politische, kulturelle Ordnungen sowie Rechts- und Verfassungsgeschichte, politische Systeme, Justiz und Polizei. In seiner Dissertation untersucht er die Priesterbruderschaften im Raum zwischen Einbeck, Hannoversch Münden und Duderstadt. Vor allem der guten Quellenlage geschuldet wird dem Duderstädter Kaland (S. 193–269) und den Göttinger Priesterbruderschaften (S. 270–395) die größte Aufmerksamkeit gewidmet. Mit der Arbeit leistete er „einen wichtigen Beitrag zur Erforschung des Bruderschaftswesens“. Prietzel legte 2006 eine Kulturgeschichte des Krieges vor. Darin verzichtete er darauf, „in enzyklopädischer Pedanterie Kriege aufzulisten und Schlachten nachzuerzählen“. Stattdessen möchte er klassische Themen wie etwa Kampftechniken, Ausstattung der Kämpfer, Taktiken und Strategien der Kriegführung mit Ausführungen zur Wahrnehmung und Bedeutungszuschreibungen von Kampfhandlungen verbinden.

## Schriften (Auswahl)
Monographien
- Die Kalande im südlichen Niedersachsen. Zur Entstehung und Entwicklung von Priesterbruderschaften im Spätmittelalter (= Veröffentlichungen des Max-Planck-Instituts für Geschichte. Band 117). Vandenhoeck & Ruprecht, Göttingen 1995, ISBN 3-525-35431-2.
- Guillaume Fillastre der Jüngere (1400/07–1473). Kirchenfürst und herzoglich-burgundischer Rat (= Beihefte der Francia. Band 51). Thorbecke, Stuttgart 2001, ISBN 3-7995-7445-X (Online).
- Das Heilige Römische Reich im Spätmittelalter. 2. durchgesehene und bibliographisch ergänzte Auflage. Wissenschaftliche Buchgesellschaft, Darmstadt 2010, ISBN 3-534-15131-3 (1. Aufl. 2004).
- Kriegführung im Mittelalter. Handlungen, Erinnerungen, Bedeutungen (= Krieg in der Geschichte. Band 32). Schöningh, Paderborn u. a. 2006, ISBN 978-3-506-75634-3 (online).
- Krieg im Mittelalter. Primus/Wissenschaftliche Buchgesellschaft, Darmstadt 2006, ISBN 978-3-89678-577-0.
- Jeanne d’Arc. Das Leben einer Legende. Herder, Freiburg u. a. 2011, ISBN 978-3-451-30414-9.

Herausgeberschaften
- Die Finanzen eines spätmittelalterlichen Stadtpfarrers. Das Rechnungsbuch des Johann Hovet, Pfarrer von St. Johannis in Göttingen, für das Jahr 1510/11 (= Schriftenreihe des Landschaftsverbandes Südniedersachsen. Band 4). Hahn, Hannover 1994, ISBN 3-7752-5888-4.
- Guillaume Fillastre d. J.: Ausgewählte Werke. Mit einer Edition der Kreuzzugsbulle Pius' II. „Ezechielis prophete“. Thorbecke, Ostfildern 2003, ISBN 3-7995-7911-7.